# Houston Film Critics Society Awards 2009
3. ročník předávání cen organizace Houston Film Critics Society se konal dne 19. prosince 2009.

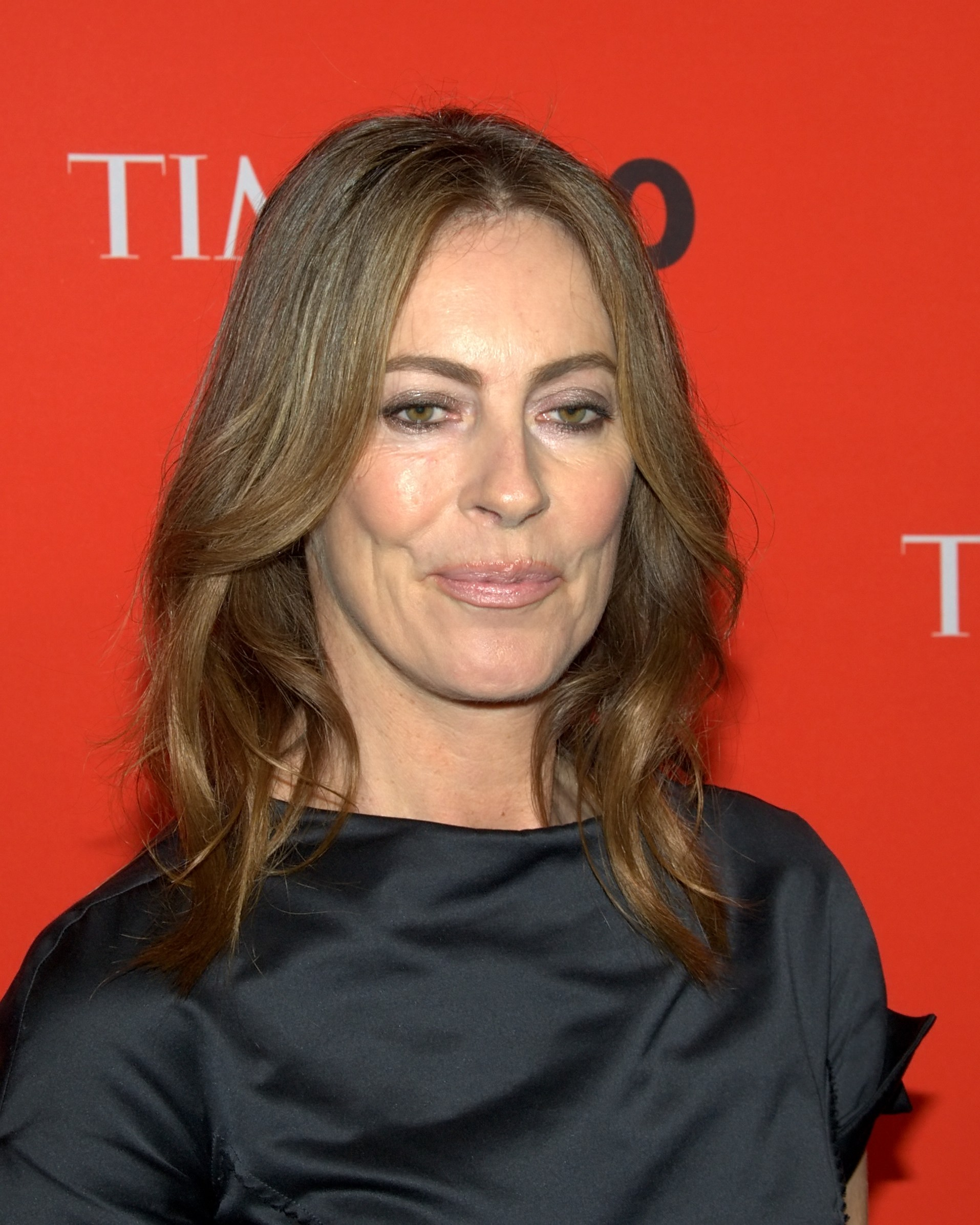
Kathryn Bigelow vítězka v kategorii nejlepší režie

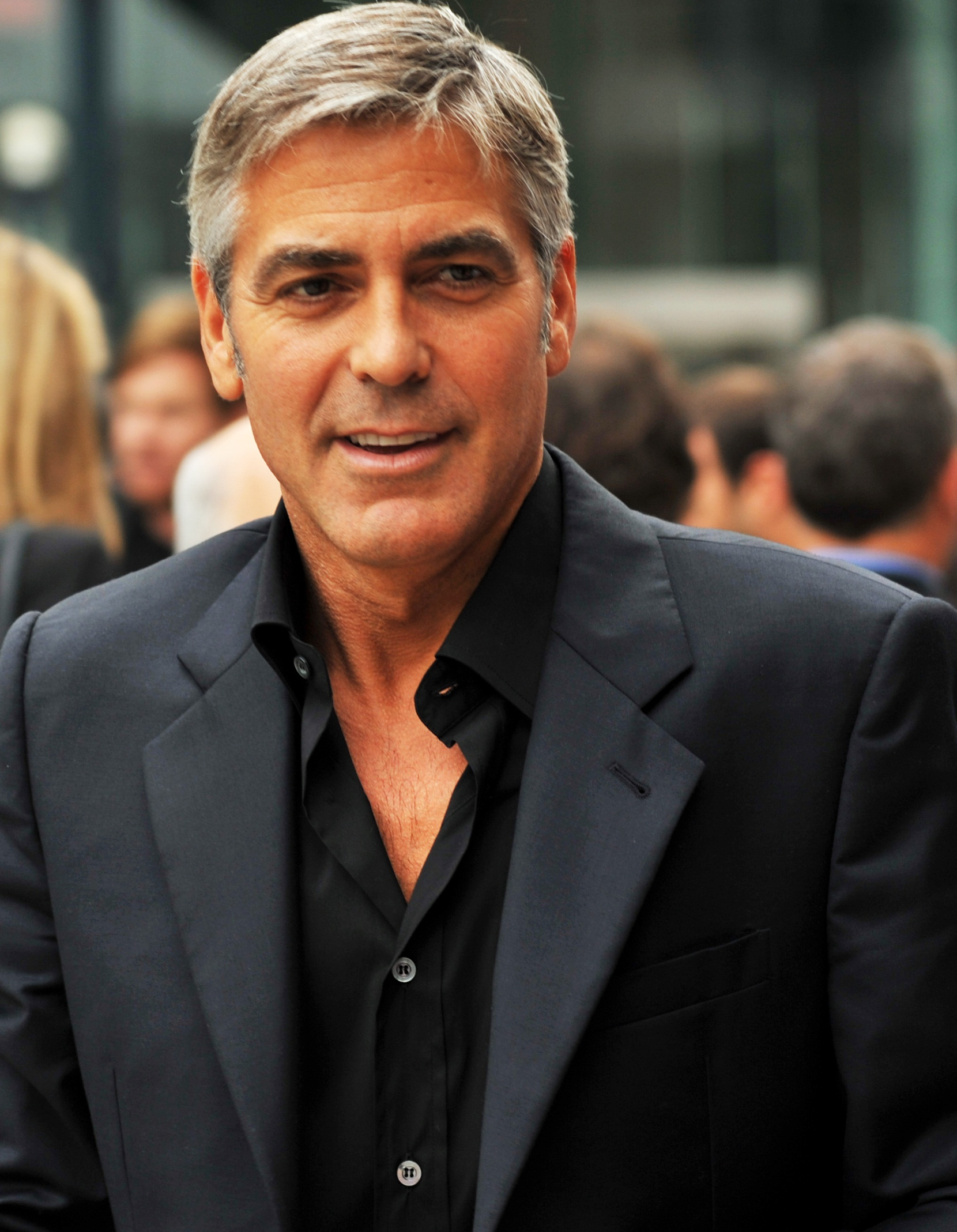
George Clooney vítěz v kategorii nejlepší mužský herecký výkon v hlavní roli

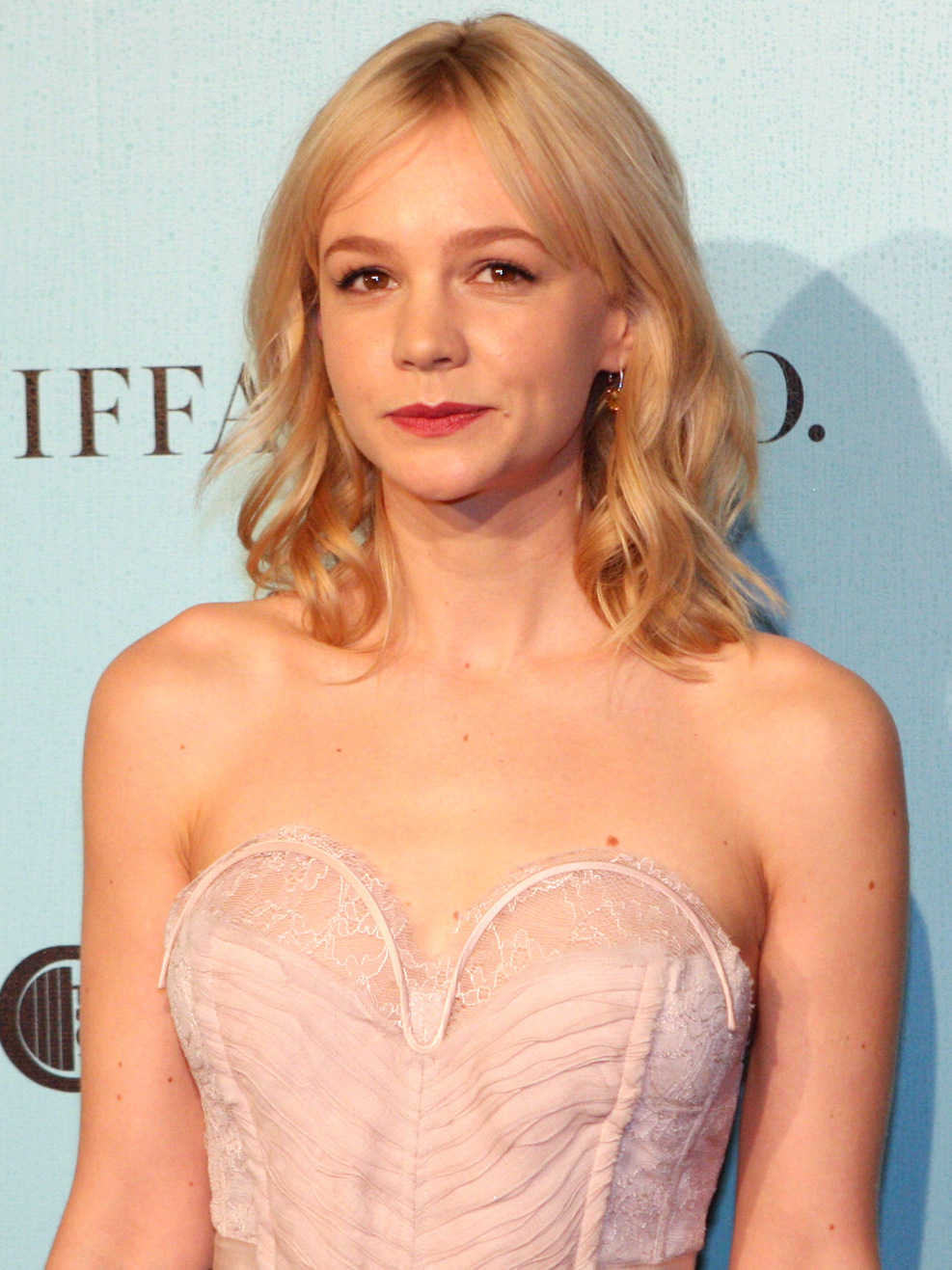
Carey Mulligan vítězka v kategorii nejlepší ženský herecký výkon v hlavní roli

## Vítězové a nominovaní

### Nejlepší film
Smrt čeká všude
- 500 dní se Summer
- Avatar
- District 9
- Hanebný pancharti
- Invictious: Neporažený
- Precious
- Star Trek
- Vzhůru do oblak
- Lítám v tom

### Nejlepší cizojazyčný film
Sin Nombre (Španělsko)
- 35 panáků rumu (Kanada)
- Rozervaná objetí (Španělsko)
- Cape No. 7 (Tchaj-wan)
- Krvavé pobřeží (Čína)
- The Stoning of Soraya M. (Spojené státy americké/Írán)
- Letní čas (Francie)

### Nejlepší režisér
Kathryn Bigelowová – Smrt čeká všude
- Pete Docter – Vzhůru do oblak
- James Cameron – Avatar
- Lee Daniels – Precious
- Clint Eastwood – Invictious: Neporažený
- Jason Reitman – Lítám v tom
- Quentin Tarantino – Hanebný pancharti

### Nejlepší scénář
Lítám v tom – Jason Reitman a Sheldon Turner
- Smrt čeká všude – Mark Boal
- Hanebný pancharti – Quentin Tarantino
- Precious – Geoffrey Fletcher
- Politické kruhy – Jesse Armstrong

### Nejlepší herec v hlavní roli
George Clooney – Lítám v tom
- Jeff Bridges – Crazy Heart
- Morgan Freeman – Invictious: Neporažený
- Viggo Mortensen – Cesta
- Jeremy Renner – Smrt čeká všude

### Nejlepší herečka v hlavní roli
Carey Mulligan – Škola života
- Sandra Bullock – Zrození šampióna
- Gabourey Sidibe – Precious
- Abbie Cornish – Jasná hvězda
- Saoirse Ronanová – Pevná pouto
- Meryl Streepová – Julie a Julia

### Nejlepší herec ve vedlejší roli
Christoph Waltz – Hanebný pancharti
- Woody Harrelson – The Messenger
- Zach Galifianakis – Pařba ve Vegas
- Woody Harrelson – Zombieland
- Christian McKay – Já a Orson Welles
- Stanley Tucci – Pevná pouto

### Nejlepší herečka ve vedlejší roli
Anna Kendrick – Lítám v tom
- Penélope Cruzová – Nine
- Vera Farmiga – Lítám v tom
- Mo'Nique – Precious
- Samantha Morton – The Messenger

### Nejlepší animovaný film
Vzhůru do oblak
- Číslo 9
- Koralína a svět za tajnými dveřmi
- Fantastický pan Lišák
- Princezna a žabák

### Nejlepší kamera
Smrt čeká všude – Barry Ackroyd
- Avatar – Mauro Fiore a Vince Pace
- Nine – Dion Beebe
- Pevné pouto – Andrew Lesnie
- Cesta – Javier Aguirresarobe

### Nejlepší skladatel
Vzhůru do oblak – Michael Giacchino
- Avatar – James Horner
- Informátor! – Marvin Hamlisch
- Fantastický pan Lišák – Alexandre Desplat
- Sherlock Holmes – Hans Zimmer

### Nejlepší skladba
„Petey's Song“ – Jarvis Cocker, Noah Baumbach a Wes Anderson – Fantastický pan Lišák
- „The Weary Kind“ – Ryan Bingham, T-Bone Burnett – Crazy Heart
- „Almost There“ – Randy Newman – Princezna a žabák
- „Cinema Italiano“ – Maury Yeston – Nine
- „Colorblind“ – Daniel Po – Invictious: Neporažený

### Nejlepší dokument
Zátoka
- Barmanský videožurnál
- O kapitalismu s láskou
- Every Little Step
- Potraviny, a.s.
- Tyson